# Mariania
Mariania is een geslacht van uitgestorven zee-egels uit de familie Maretiidae.

## Soorten
- Mariania marmorae (Desor, 1847) † Mioceen (Burdigalien), Corsica.
- Mariania deydieri (Cotteau, 1897) † Burdigalien, Oostenrijk en Frankrijk.